# 摩氏光體鮠
摩氏光體鮠，為輻鰭魚綱鯰形目項鰭鯰科的其中一種，為熱帶淡水魚類，分布於南美洲秘魯烏卡亞利河流域，棲息在底層水域，生活習性不明。